# كارلا وودكوك
كارلا وودكوك (بالإنجليزية: Carla Woodcock)‏، ولدت في 4 أكتوبر 1998 في يورك، هي ممثلة إنجليزية.
عندما كانت صغيرة ، بدأت في أخذ دروس في ركوب الخيل ، لكنها توقفت عندما بدأت في دراسة التمثيل. في سن الحادية عشرة ، بدأت الدراسة في فنون المسرح الحنطور في يورك. عندما كانت في الثالثة عشرة من عمرها ، بدأت في حضور أكاديمية لندن للموسيقى والفنون المسرحية. ثم انتقلت بعد ذلك لدراسة التمثيل في كلية يورك في عام 2015.

## روابط خارجية
- كارلا وودكوك على موقع IMDb (الإنجليزية)
- كارلا وودكوك على موقع ميتاكريتيك (الإنجليزية)
- كارلا وودكوك على موقع روتن توميتوز (الإنجليزية)
- كارلا وودكوك على موقع ألو سيني (الفرنسية)
- كارلا وودكوك على موقع قاعدة بيانات الفيلم (الإنجليزية)
- كارلا وودكوك على موقع كينوبويسك (الروسية)